# McCrory, Arkansas
McCrory är en ort i Woodruff County i Arkansas. Bosättaren Cyrus McCrory ägde sex slavar när han flyttade från Tennessee till Arkansas år 1861. År 1862 flyttade han till platsen där McCrory grundades. Vid 2010 års folkräkning hade McCrory 1 729 invånare.